# Stendhals syndrom
Stendhals syndrom är en psykosomatisk sjukdom som kan orsaka snabba hjärtslag, yrsel och hallucinationer när en individ exponeras för konst. Vanligtvis inträffar detta tillstånd när konsten är speciellt vacker eller om en stor mängd konst är samlad på en plats. Termen Stendhals syndrom kan också användas för liknande reaktioner under andra sammanhang, till exempel vid shopping, då man blir överväldigad och lamslagen av en uppsjö av intryck.
Syndromet har fått sitt namn efter den franske författaren Stendhal (1783–1842) på grund av en passus i hans bok Rome, Naples et Florence från 1817, där han beskriver en sådan upplevelse vid ett besök i Florens. Även om många genom tiderna har drabbats av detta fenomen, så blev det varken namngivet eller definierat förrän 1989 då den italienska psykiatrikern Graziella Magherini beskrev det.
En skräckfilm kallad The Stendhal Syndrome har regisserats av den italienske regissören Dario Argento.